# Berceuse élégiaque
Berceuse élégiaque (klaaglijk wiegenlied) is een compositie van Ferruccio Busoni en John Adams.

## Busoni
Busoni schreef het werk oorspronkelijk in 1909 voor piano, maar werkte het even later uit tot een compositie voor symfonieorkest. De pianoversie was bedoeld als aanvulling bij een herdruk van zijn Elegies, Sechs neue Klavierstücke, dat voor het eerste in 1907 verscheen. Busoni verbeeldde de blik van een man op de doodskist met zijn moeder; het kreeg dan ook de subtitel Des Mannes Wiegenlied am Sorge seiner Mutter. Die orkestversie kreeg een première op 21 februari 1911 onder leiding van Gustav Mahler, die vlak daarna overleed. Het werk kent talloze opnamen.

## John Adams
Componist John Adams uit het minimalistische tijdperk, we spreken tachtig jaar later, was geïntrigeerd door dit werk. Hij schreef er in 1989 een nieuwe orkestratie voor kamerorkest bij waarbij de wanhoop en verdriet langzaam overgaan in berusting. Adams zag opnieuw een overeenkomst met Mahler; in diens Das Lied von der Erde staat met het slot de aanduiding ewig (eeuwig). Adams nam zijn versie zelf in 1995 op in de Abbey Road Studios met het London Sinfonietta. Het werk duurt dan circa 8 minuten. Adams’ versie moest het doen met twee opnamen; hij dirigeerde zelf in 1995 voor Nonesuch; Marin Alsop dirigeerde het Bournemouth Symphony Orchestra in 2003 voor American Classics van Naxos. Adams leidde overigens ook de première op 8 juni 1989 met het Sint Paul Chamber Orchestra.
Orkestratie:
- 2 dwarsfluiten, 1 hobo’s, 1 klarinet, 1 basklarinet, 2 fagotten
- 2 hoorns
- pauken/gong, piano/celesta, harp
- violen, altviolen, celli, contrabassen